# Провинција Мино
Мино (јап. 美濃国) је једна од 66 историјских провинција Јапана, која је постојала од почетка 8. века (закон Таихо из 703. године) до Мејџи реформи у другој половини 19. века. Мино је био континентална провинција у централном делу острва Хоншу, у области Тосандо.
Царским декретом од 29. августа 1871. све постојеће провинције замењене су префектурама.Територија провинције Мино одговара јужној половини данашње префектуре Гифу.

## Географија
Мино је једна од ретких континенталних провинција у Јапану, у централном делу острва Хоншу, у области Тосандо. Мино се граничио са провинцијом Оми на западу и провинцијама Ечизен и Хида на северу. Са истока се граничио са провинцијом Шинано, а на југу са провинцијама Изе, Овари и Микава.

## Историја
Током периода Муромачи (1333-1573) провинција Мино била је под управом гувернера (шуго) из породице Токи. У хаосу грађанских ратова периода Сенгоку (1467—1600) године 1544. последњег гувернера Токи Јоринарија свргао је узурпатор Саито Досан и постао феудални господар (даимјо) целе провинције. Досанов зет Ода Нобунага освојио је Мино после седмогодишњег рата (1561—1567) и протерао Досановог унука Саито Тацуокија 1567. Уз провинцију Овари, Мино је био база Нобунагине моћи у ратовима за уједињење Јапана (1568—1582).